# 실크에어
실크에어(중국어: 胜安航空, 영어: Silk Air)는 싱가포르의 정부 소유 항공사로 싱가포르 항공이 소유하고 있다. 주요 허브 공항은 싱가포르 창이 공항이 있으며 1999년에 설립했다.

## 개요
당시 싱가포르 항공에 임대 항공기로 운영해 전세편 항공사로 알려진 후 1976년에 다시 취항하기 시작했다. 1989년 예약 서비스를 제공하기 위해 맥도널 더글러스 MD-87 항공기로 국제선을 취항하기 시작했다. 1992년 현재의 사명으로 변경되었다. 이후 보잉 737-300이 도입되었고 에어버스 A310-200 기종을 도입해 중화인민공화국과 인도 국제선에 취항하기 시작했다.
2021년 1월 28일, 모기업인 싱가포르 항공의 인수방침에 따라 흡수되었다.

## 보유 기종

### 현재 보유 중인 기종
- 2020년 8월 기준으로 실크에어는 다음과 같은 기종을 보유하고 있다.[2][3][4]

## 사건 및 사고
- 실크에어 185편 추락 사고